# Dominika Minicz
Dominika Minicz (née Sieradzan le 28 avril 1980 à Stargard Szczeciński) est une joueuse polonaise de volley-ball. Elle mesure 1,81 m et joue au poste de réceptionneuse-attaquante.

## Clubs
| Club                  | De        | À         |
| --------------------- | --------- | --------- |
| PZPS Sosnowiec        | 1996-1997 | 1998-1999 |
| Wisła Cracovie        | 1999-2000 | 2002-2003 |
| Muszynianka Muszyna   | 2003-2004 | 2006-2007 |
| PTPS Piła             | 2007-2008 | 2007-2008 |
| SSK Calisia Kalisz    | 2008-2009 | 2008-2009 |
| ASPTT Mulhouse        | 2009-2010 | 2010-2011 |
| AZS Białystok         | 2011-2012 | 2011-2012 |
| Muszynianka Muszyna   | 2012-2013 | 2012-2013 |
| VB Franches-Montagnes | 2013-2014 | 2013-2014 |
| MLKS Zawisza Sulechów | 2015-2016 | 2015-2016 |
| KS Pałac Bydgoszcz    | jan 2016  | mai 2016  |
| UKS Jedynka Tarnów    | jan 2018  | mai 2018  |
| Budowlani Toruń       | 2018-2019 | 2018-2019 |
| UKS Jedynka Tarnów    | 2019-2020 | -         |

## Palmarès
- Championnat de Pologne (1)
  - Vainqueur : 2006.
  - Finaliste : 2008.
- Coupe de Pologne (1)
  - Vainqueur : 2008.
- Championnat de France
  - Finaliste : 2010, 2011.
- Coupe de France
  - Finaliste : 2010.
- Coupe de la CEV
  - Vainqueur :2013.